# Morte da Virgem

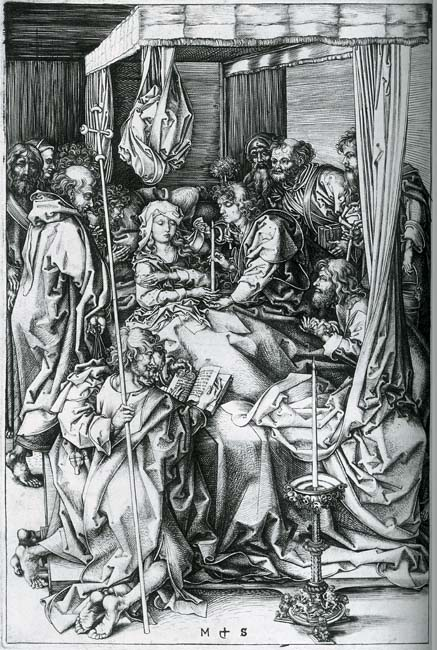
Morte da Virgem.
1470. Gravura de Martin Schongauer, atualmente no Museu Britânico, em Londres

A Morte da Virgem Maria, por vezes chamado de Trânsito da Virgem, é um tema comum na arte cristã ocidental, equivalente à Dormição da Teótoco na arte ortodoxa. Ele se tornou menos comum conforme a doutrina da Assunção começou a ganhar apoio na Igreja Católica a partir do final da Idade Média. Embora a doutrina não diga se Maria estava viva ou morta quando teve seu corpo "assumido" no Céu, ela é normalmente representada na arte como estando viva.

## História
Nada se diz na Bíblia sobre o final da vida de Maria, mas uma tradição que remonta pelo menos o século V diz que os doze apóstolos foram milagrosamente transportados de onde estavam, espalhados pelo mundo, para estar com Maria em seu leito de morte e é esta a cena que normalmente aparece na arte.
Uma virtuosa gravura de Martin Schongauer de c. 1470 (vide imagem) mostra a Virgem a partir dos pés de uma grande cama com os apóstolos espalhados à volta nos outros três lados e esta composição influenciou muitas outras representações posteriores. Outras, mais antigas, geralmente seguem o padrão bizantino, com a Virgem deitada numa liteira simples, atravessando o espaço da pintura. Um famoso e tardio exemplo sobre o tema foi "Morte da Virgem", por Caravaggio (1606), a última grande pintura católica.
Outros exemplos:
- Morte da Virgem, de Andrea Mantegna
- Morte da Virgem (van der Goes), de Hugo van der Goes.